# Divinité lunaire

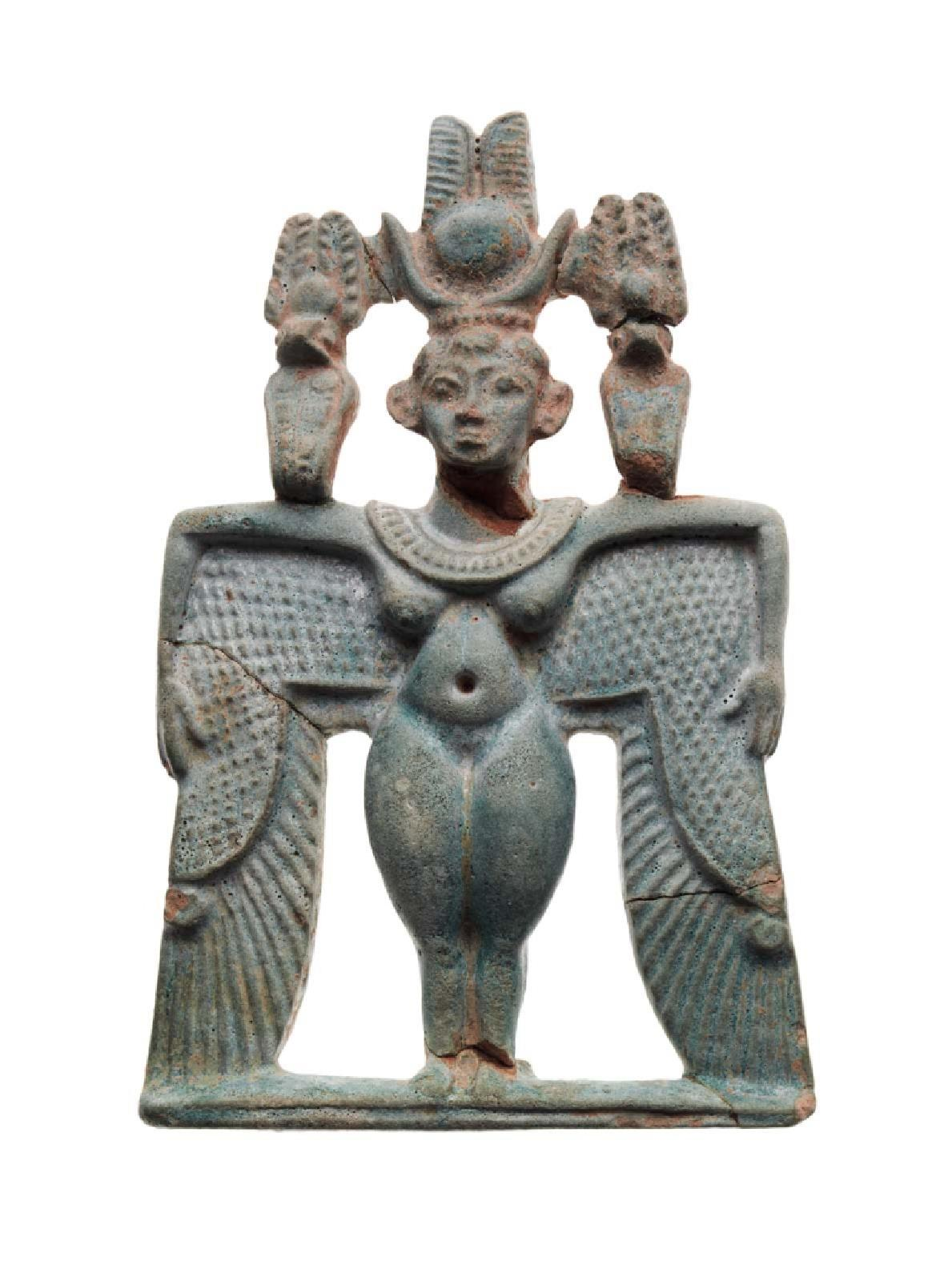
Amulette nubienne en faïence représentant une divinité lunaire, 743--712, trouvé en 1924 à El Kurru, Soudan.

Une divinité lunaire est, dans la mythologie, un dieu ou une déesse associé à la Lune ou la symbolisant. Ces divinités peuvent avoir diverses fonctions et traditions selon la culture, mais elles sont souvent liées aux divinités solaires ou sont leurs ennemis.

## Divinités lunaires et fertilité
De nombreuses divinités lunaires sont associées à la fertilité. Ainsi, Diane est associée à la procréation, Bahloo à la grossesse et Hécate à la naissance. Cette association trouve son origine dans les durées proches du cycle lunaire (29 jours et demi) et du cycle menstruel (28 jours), bien qu’aucun lien scientifique n’ait été trouvé entre les deux.

## Sexe des divinités lunaires
Si la Lune est féminine dans les nations du Sud de l’Europe (Séléné chez les Grecs, Diane chez les Romains), elle est masculine dans de nombreuses autres cultures, par exemple dans le nord de l’Europe (Máni, dans l’Edda Poétique), dans plusieurs sociétés amérindiennes, chez les Caraïbes ou les Mocovis. Pour d’autres cultures enfin, comme les Mishmi ou les Nagas, Soleil et Lune changent de sexe au cours de leur existence.

## Lien entre les divinités lunaires et solaires
Puisque le soleil et la lune sont les deux astres qui rythment respectivement le jour et la nuit, de nombreuses cultures font apparaître des liens forts entre leurs divinités correspondantes. Plusieurs mythologies les présentent comme frère et sœur, par exemple la mythologie nordique (Sól et Máni), la mythologie grecque (Séléné et Hélios, Apollon et Artémis) ou la mythologie Naga. D’autres cultures, par exemple les Polynésiens des îles Cook, les présentent comme deux parties d’un même être.
Enfin, les divinités solaires et lunaires peuvent être antagonistes. Cet antagonisme se retrouve par exemple dans leurs caractères, la divinité solaire étant parfois cruelle et la divinité lunaire plus diplomate, ou, à l’inverse, l’obscurité de la nuit étant associée à la Lune qui symbolise le mensonge, opposé à la vérité représentée par le soleil qui dévoile tout.

## Dans la mythologie

### Mythologies africaines
Dans la mythologie égyptienne, Khonsou est une des principales divinités lunaires. Thot est le dieu lunaire de Khemenou (Hermopolis Magna) en Moyenne-Égypte. Il est essentiellement le dieu de l'écriture, de la sagesse et de la connaissance ainsi que le scribe des dieux. Mehyt est, dans la Nubie et l'Égypte antiques, la déesse lionne de Thinis. Mehyt signifie « Celle qui est complète ». Elle est parfois associée à la pleine lune.
La Lune était vénérée sous le nom d'Ayyur dans les croyances berbères.
Gleti est une divinité lunaire du peuple fon du royaume du Dahomey, situé dans l'actuel Bénin. Dans la mythologie du Dahomey, elle est la mère de toutes les étoiles.
Mawu est l'appellation de la divinité créatrice dans la religion des peuples éwé du Togo et du Bénin, en Afrique de l'Ouest. Elle est associée à la Lune, à la nuit, à l'Est et à la maternité. Elle est indissociable de Lisa, son frère jumeau, qui lui est complémentaire.

### Mythologies américaines
Itzamna était une importante divinité du panthéon maya. Il était le fils d'Hunab, le créateur ; on le représentait sous les traits d'un aimable vieillard aux joues creuses, au nez busqué et proéminent. Itzamma était le dieu du Ciel, de la Nuit et du Jour. Awilix est, chez les quichés mayas postclassiques, la divinité de la lune et de la nuit.
Coyolxauhqui est la déesse de la lune chez les Aztèques. Elle est la fille de Coatlicue, associée à la lune ; elle était la sœur guerrière de Huitzilopochtli. Metztli est, dans la mythologie aztèque, la déesse personnifiant la Lune. Il s’agit probablement de la même divinité que Coyolxauhqui ou que Tecciztecatl, le dieu de la lune masculin.
Dans le Vaudou, Kalfu est la manifestation de Papa Legba dans le rite Petro. Il peut être dangereux. Alors que Papa Legba, sa contrepartie Rada plus douce, est associé au soleil, Kalfu est considéré comme un lwa de la lune.
Kueyen est un mot mapuche signifiant « la Lune ». Le Kueyen est un esprit Wangulén, épouse de Antu (esprit Pillán).
Mama Quilla est, dans la mythologie inca, la déesse de la Lune, des carnavals ainsi que de la nuit étoilée.

### Mythologies asiatiques
Sîn est la divinité personnifiant la Lune dans la Mésopotamie antique.:
En astrologie indienne, Ketu correspond au nœud descendant de la Lune.
Tsukuyomi est le kami et la divinité de la Lune dans le shintoïsme ; il est le frère de Amaterasu, la déesse du soleil.
Chandra est, dans l'hindouisme, une divinité lunaire. Il fait par ailleurs partie des Navagraha et est le dirigeant des étoiles. Râhu est quant à lui le deva de l'éclipse ; il est décrit comme l'un des Navagraha dans l'astronomie védique et est associé à Ketu. Il provoque les éclipses en prenant tantôt la lune, tantôt le soleil dans sa bouche.
Chang'e est, selon les Taoïstes, une divinité lunaire, mais les Chinois de façon générale ne la considèrent pas comme telle.
Dans la mythologie tagalog (Philippines), Mayari est la déesse de la Lune. Elle est la fille de Bathala, le roi des dieux. Elle est la sœur de Tala, déesse des étoiles et de Hanan, déesse du jour.

### Mythologies européennes

#### Europe méditerranéenne
Dans la mythologie grecque, la Lune est associée à trois déesses : Séléné, Artémis et Hécate. Elles correspondent respectivement à Luna, Diane et Trivia dans la mythologie romaine et forment la triade lunaire.
Dans la mythologie grecque, Pandia est une divinité mineure, fille de Zeus et Séléné, déesse de la lune quand celle-ci est pleine. Quant à Phébé, c'est une Titanide, fille d'Ouranos (le Ciel) et de Gaïa (la Terre). Elle est traditionnellement associée à la Lune et à Artémis, sa petite fille, avec qui elle est parfois confondue.

#### Europe de l'Est
La daina lituanienne « Le mariage de Lune » et ses parallèles lettons illustrent le motif folklorique des causes des phases de la lune.
Tchernobog est le dieu de la nuit, de l'obscurité et de la lune dans la mythologie slave. Son nom signifie « dieu noir » ou « dieu des Ténèbres ».
Vélès est un des dieux les plus anciens de la mythologie slave. Il est le fils de Rod, le frère de Khors et l'époux d'Azovouchka (fille de Svarog et de Sva). Avec son épouse, il habite sur l'île magique de Bouïane. Il est le dieu de la guerre, du bétail et de la richesse, protecteur des marchands, des chasseurs et des agriculteurs. Il est aussi le dieu de la Lune et le frère du Soleil.

#### Europe du Nord
Dans la mythologie nordique, Máni, fils de Mundilfari, est le dieu de la Lune et le frère de Sól, la déesse du Soleil. Hrímfaxi et Skinfaxi sont quant à eux les deux chevaux cosmiques à l'origine du cycle de la nuit et du jour.

#### Autre
Ilargi est le mot basque désignant la « lune » dans la mythologie basque. On pense que la lune et le soleil sont de sexe féminin. Dans les formules et prières on l'appelle Ilargi amandre (lune-dame mère) équivalent à « lune-grand-mère ».

### Mythologies océaniennes
Fati est le dieu de la Lune dans la mythologie polynésienne.
Dans la mythologie aborigène, Bahloo est la divinité de la lune. Il participe à la création de l'humanité, en particulier des femmes et de leur grossesse.

### Mythologie inuite
La mythologie inuite fait référence à plusieurs dieux lunaires. Alignak est le dieu de la lune, de la météo, de la marée et des tremblements de terre. Igaluk, dieu lunaire et chasseur qui poursuit le soleil, est l'un des dieux les plus puissants du Panthéon. Au Groenland, on l'appelle Anningan. Enfin, Tarqiup Inua est l'esprit de la lune. C'est par son entremise que les diverses influences de la Lune s'exercent. Son pouvoir est plus puissant que celui du soleil.